# Federica Daga
Federica Daga (Oristano, 28 febbraio 1976) è una politica italiana, deputata alla Camera nella XVII e XVIII legislatura della Repubblica Italiana, eletta con il Movimento 5 Stelle per poi seguire la scissione di Luigi Di Maio in Insieme per il futuro nel 2022.

## Biografia
Nata a Oristano, in Sardegna, si è prima trasferita a Torino, dove si è occupata di informatica, lavorando per 10 anni come consulente informatico, per poi stabilirsi a Roma.
Attivista da tempo in prima linea nelle battaglie per l'acqua pubblica, entrando nel suo comitato a Torino, e contro la TAV Torino-Lione, si è iscritta al Meetup Amici di Beppe Grillo di Torino, interessandosi anche al consumo critico ed solidale, all'auto-produzione e al baratto.
Alle elezioni regionali in Piemonte del 2010 si candida con il Movimento 5 Stelle (M5S) nella circoscrizione di Torino, nella mozione di Davide Bono, non risulta tuttavia eletta ottenendo solo 307 preferenze.
Nel 2011 s'impegna per il referendum abrogativo sull'acqua pubblica, divenendo un punto di riferimento per i movimenti dell’acqua in tutta Italia con i quali ha condiviso banchetti e piazze.

### Elezione a deputato
In vista delle elezioni politiche del 2013, partecipa alle "Parlamentarie" dei 5 Stelle (consultazione online per le candidature al parlamento), dove viene selezionata per essere candidata con 390 voti. Alle politiche 2013 viene candidata alla Camera dei deputati, tra le liste del M5S nella circoscrizione Lazio 1 come capolista, ed eletta deputata. Prima di entrare in parlamento, affermava di votare Rifondazione e che avesse dovuto scegliere un altro simbolo era No TAV. Nella XVII legislatura della Repubblica è stata componente e capogruppo per il M5S nell'8ª Commissione Ambiente, Territorio e Lavori pubblici.
Alle elezioni politiche del 2018 viene ricandidata alla Camera, tra le liste del M5S nella medesima circoscrizione, venendo rieletta deputata. Nel corso della XVIII legislatura è stata segretaria dell'Ufficio di presidenza della Camera, componente del Comitato consultivo sulla condotta dei deputati e dell'8ª Commissione Ambiente, Territorio e Lavori pubblici, oltre ad impegnarsi sul tema dell'acqua pubblica come con una proposta di legge a prima firma.

### Scissione con Luigi Di Maio
Il 21 giugno 2022 segue la scissione di Luigi Di Maio dal Movimento 5 Stelle, a seguito dei contrasti tra lui e il presidente del M5S Giuseppe Conte, per aderire a Insieme per il futuro (Ipf).
Alle elezioni politiche anticipate del 25 settembre 2022 viene ricandidata alla Camera per la lista elettorale di Ipf Impegno Civico-Centro Democratico (IC-CD), nei collegi plurinominali Toscana - 03 e Lazio 1 - 02 in seconda posizione, mentre in Abruzzo - 01, Lazio 1 - 01 e Lazio 2 - 01 in quarta posizione, ma non risulterà eletta per via del risultato pessimo a livello nazionale di IC-CD.